# Josep Maria Gran Cirera
Josep Maria Gran Cirera (Barcelona, 27 d'abril de 1945 - Xe Ixoq Vitz, El Quiché, Guatemala, 4 de juny del 1980) va ser un missioner català del Sagrat Cor que va ser assassinat pels militars el 1980 a Guatemala. L'Església catòlica va promulgar el seu decret de beatificació el gener del 2020 dins d'una causa amb deu màrtirs víctimes de la defensa dels drets humans a Guatemala i tots ells foren beatificats el 23 d'abril de 2021 a Santa Cruz del Quiché, a Guatemala.
Fou novici a Canet de Mar des del 1965 i ordenat sacerdot a Valladolid el 9 de juny del 1972. El 1975 es va traslladar a Guatemala per treballar com a missioner voluntari a les parròquies de Santa Cruz del Quiché, Zacualpa i San Gaspar Chajul. Aquesta darrera parròquia era la que patia una més forta repressió per part de les forces armades, grups paramilitars i guàrdies blanques. L'exèrcit s'enduia els joves a la força, grups de dones van organitzar una protesta i el missioner va donar suport a la protesta i va obrir-los les portes de l'església.
Des del gener del 1980 era vigilat per l'exèrcit nacional. El seu cadàver es trobà en un camí de la regió d'El Quiché el 5 de juny del 1980, en concret al poble Xe Ixoq Vitz. El dictamen forense va concloure que fou disparat per l'esquena. Quan tornava a cavall amb el sagristà Domingo del Barrio Batz després de celebrar una festivitat religiosa a la seva parròquia de Chajul va ser víctima d'una emboscada. El sacerdot havia rebut set trets i el seu acompanyant dos.
Un carrer porta el seu nom a Mont-roig del Camp, localitat amb la qual tenia vincles familiars. La seva família també tenia vincles amb Riudoms i estava emparentat amb el també beat Bonaventura Gran.